# EBay

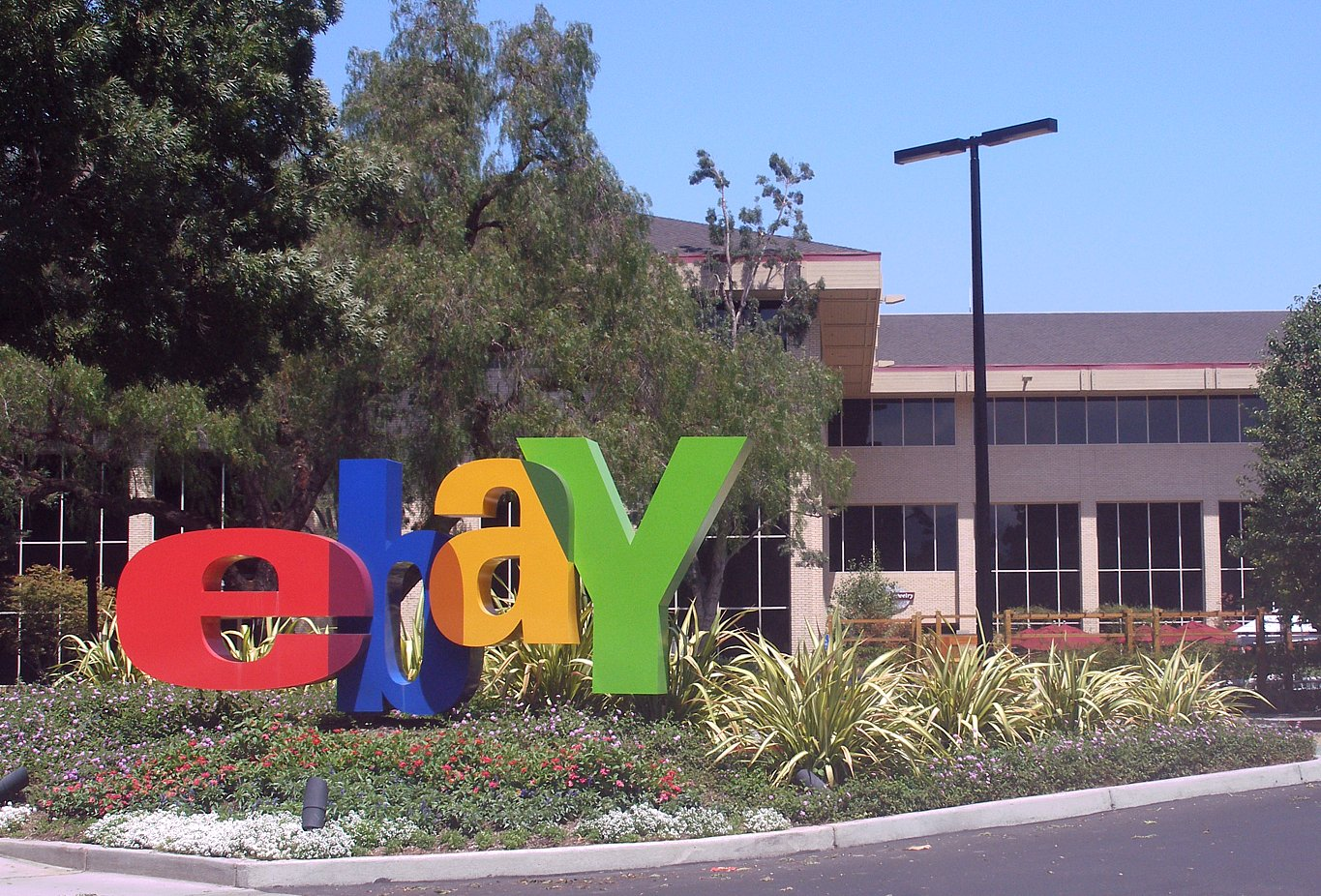
Le logo à l'entrée du siège social.

eBay est une entreprise de marché en ligne américaine, connue pour son site web de commerce en ligne créée en 1995 par le Français Pierre Omidyar. Elle est devenue une référence mondiale dans son secteur et un phénomène de société. En 2021, elle compte 185 millions d’utilisateurs actifs dans le monde. Porté par le boom d'Internet et du commerce électronique, le site eBay connaît un très grand succès dès ses débuts.

## Histoire
La société eBay est créée en 1995 par Pierre Omidyar, sous le nom de AuctionWeb (littéralement réseau d'enchères) puis a pris en 1996, le nom d'eBay, raccourci de Echo Bay Technology, le premier nom de sa société de conseil (quand la société a voulu réserver le domaine echobay.com, elle s'est aperçue qu'il était déjà utilisé).
Le tout premier objet vendu sur eBay fut un pointeur laser défectueux, pour 14,83 dollars américains. Surpris, Omidyar contacta le gagnant de l'enchère et lui demanda s'il avait compris que le laser était défectueux. Dans son courriel de réponse, l'acheteur lui expliqua : je suis un collectionneur de pointeurs laser défectueux. L'histoire selon laquelle son fondateur a créé eBay pour permettre à sa femme d'acheter et vendre des distributeurs de bonbons PEZ qu'elle collectionnait, aurait été inventée de toutes pièces par un responsable des relations publiques d'eBay en 1997, dans le but d'attirer l'attention des médias.
À la fin des années 1990, eBay fait partie avec ses compatriotes Amazon, Yahoo et AOL des sociétés devenues célèbres grâce à une bulle des capitalisations boursières des jeunes sociétés sans équivalent dans l'histoire, qui finit en krach, phénomène touchant aussi des nombreuses petites sociétés de biotechnologies, et des sociétés minières junior.
En mai 1999, eBay acquiert le service de paiement en ligne Billpoint, qui sera finalement fermé après l'acquisition de Paypal en 2002. En juin 2000, eBay acquiert Half.com. En août 2001, eBay acquiert Mercado Libre, Lokau et iBazar, des sites internet de ventes aux enchères.
En juillet 2002, eBay acquiert la société de solution de paiement en ligne PayPal pour 1,5 milliard de dollars en actions.
Le 11 juillet 2003, eBay acquiert EachNet, une importante société de commerce en ligne chinoise pour 150 millions de dollars en liquide. Le 22 juin 2004, eBay acquiert toutes les actions en circulation de Baazee.com, un site indien d'enchères sur internet, pour environ 50 millions de dollars, plus les coûts d'acquisition. Le 13 août 2004, eBay rachète 25 % des actions de craigslist.org qui étaient détenues par un ex-employé du site. En septembre 2004, eBay renforce sa participation dans la plate-forme sud-coréenne Internet Auction Co. en achetant 3 millions d'actions à environ 109 dollars l'action. Le 16 décembre 2004, eBay acquiert rent.com pour 30 millions de dollars en liquide et 385 millions de dollars de valeur en actions.
En mai 2005, eBay acquiert Gumtree, site britannique de petites annonces dans des secteurs aussi diversifiés que l'immobilier, le voyage, l'emploi, ou encore les relations inter-personnelles. En juin 2005, eBay acquiert Shopping.com, un moteur de comparaison de prix, pour 635 millions de dollars.
En septembre 2005, eBay acquiert Skype pour un montant de 2,6 milliards de dollars.
En avril 2006, eBay investit 2 millions de dollars dans le réseau social en ligne Meetup.com. En avril 2006, eBay acquiert pour 48 millions de dollars Tradera.com, un site d'enchères suédois.
Le 15 avril 2009, eBay acquiert le courtier sud-coréen Gmarket pour 1,2 milliard de dollars. Le 1er septembre 2009, eBay annonce officiellement la vente de 65 % de Skype pour un montant de 1,9 milliard de dollars.
Le 6 juin 2010, eBay annonce officiellement son désir de racheter les 51 % de parts qui lui manquaient dans la société Magento éditeur de la plateforme libre de commerce en ligne Magento.
En septembre 2013, eBay rachète l'entreprise Braintree pour 800 millions de dollars.
En 2014, eBay acquiert le service de traduction automatisée d'AppTek.
En janvier 2014, eBay lance The Plaza qui sert à "abriter des shop-in-shop de grandes marques". Ce service permet aux marchands de vendre leurs produits directement aux consommateurs, sans avoir à être mélangés avec les produits d'occasion ou vendus aux enchères. 
En juin 2014, eBay lance le service eBay Valet. Ce service permet de déléguer toutes les étapes de la vente d'un produit directement au site, en échange d'une commission. 
En septembre 2014, eBay lance son service de curation Collections en France. Apparu en 2013 aux États-Unis, ce service permet aux internautes de créer leurs propres sélections de produits et de consulter celles des autres. 
En janvier 2015, eBay annonce la suppression de 2 400 postes soit 7 % de sa masse salariale, dans un contexte d'anticipation de la cession de Paypal. 
En mars 2015, eBay officialise le lancement d'une plateforme commune avec le spécialiste du marché de l'art Sotheby's. La première vente en ligne est annoncée pour le 1er avril 2015.
En juillet 2015, eBay scinde ses activités vers les entreprises issues de son acquisition en 2011 de GSI pour 2,4 milliards de dollars, dans une opération d'un montant 925 millions de dollars.
En janvier 2018, eBay annonce la fin de son partenariat avec Paypal pour 2020, ce partenariat mettait en avant Paypal comme solution de paiement. En février 2018, eBay acquiert Qoo10, filiale de Giosis au Japon.
En juillet 2020, eBay annonce la cession d'eBay Classifieds Group la branche petites annonces d'eBay à Adevinta, la maison mère de Leboncoin, pour 8 milliards d'euros. Dans le cadre de cet accord, eBay devient l’actionnaire majoritaire d’Adevinta à hauteur de 44 %. La transaction devra être finalisée d'ici au 1ᵉʳ trimestre 2021. 
En juillet 2021, eBay annonce la vente d'une participation de 10,2 % dans Adevinta pour 2,25 milliards de dollars, ne gardant qu'une participation de 34 %, à la suite d'une demande des autorités de la concurrence autrichienne.
En août 2022, eBay annonce l'acquisition de TCGplayer, un site spécialisée dans la vente de cartes à collectionner, pour 295 millions de dollars.

### Identité visuelle (logo)
10 octobre 2012, eBay introduit un nouveau logo composé en Univers.

Logo du 3 septembre 1995 au 9 octobre 2012.
Logo depuis 10 octobre 2012.

## Métiers

### Activité
Pour se financer, eBay prélève une commission sur chaque transaction effectuée en échange des services proposés. C'est le vendeur qui paye cette commission ; l'acheteur, lui, n'a aucuns frais supplémentaires à prendre en charge. La société eBay émet une facture une fois par mois.
Il existe, pour le site français, quatre façons de payer les frais :
- par chèque ;
- par carte de paiement (carte de crédit à paiement unique) ;
- par prélèvement bancaire automatique ;
- via PayPal.

### Marchés
Les États-Unis constituent son marché principal. L'Allemagne est le second marché le plus actif. La société possède un site local pour les pays suivants : Allemagne, Argentine, Australie, Autriche, Belgique, Canada, Chine, Corée, Espagne, États-Unis, France, Hong Kong, Inde, Irlande, Italie, Malaisie, Mexique, Nouvelle-Zélande, Pays-Bas, Philippines, Pologne, Royaume-Uni, Singapour, Suède, Suisse, Taïwan et Turquie.

## Site

### Services offerts
Toute personne inscrite sur le site eBay de son pays peut participer aux enchères de tous les pays. Il faut être majeur pour s'inscrire. Une fois que l'inscription est validée, c'est-à-dire :
- pour pouvoir acheter : après vérification de l'adresse électronique indiquée à l'inscription ;
- pour pouvoir vendre : après vérification de l'identité du membre par courrier postal (justificatif de domicile) ou identification bancaire (par la carte de crédit) ;

chaque membre peut :
- vendre un bien :
  - neuf, dans ce cas les activités commerciales sont soumises à la législation locale du pays ;
  - d'occasion, cela représente la majorité des transactions ;
  - la vente de services, de livres numériques et de certains objets est strictement surveillée, voire interdite selon les pays. Il est indispensable de bien lire les conditions de vente du site.

- acheter un bien :
  - en enchérissant ;
  - par achat immédiat si le vendeur propose cette option ;

- contacter le vendeur pour obtenir plus d'informations.

Chaque membre engage sa responsabilité propre en cas de non-respect de la législation ou des réglementations d'eBay. Dans tous les cas, l'enchérisseur qui remporte un objet a l'obligation, selon le règlement d'eBay, de mener la transaction à son terme. De même, le vendeur doit respecter lui aussi ses engagements.
L'acheteur doit bien réfléchir avant d'enchérir et éviter les achats d'impulsion (sur un coup de tête) car il doit respecter son engagement ; il convient donc de bien lire les conditions de vente du vendeur avant d'enchérir (état de l'objet, frais d'envoi, éventuel retour, etc.).

### Fonctionnement
Le système d'enchère d'eBay fonctionne selon les principes d'une variante de l'enchère de Vickrey : le prix payé par l'acheteur final (le plus offrant) est le prix offert par le deuxième offrant plus une petite somme (par exemple, 50 centimes). 

#### En France

##### Vendre
Il faut, au préalable, s'inscrire sur eBay et obtenir un numéro confidentiel qui confirmera l'inscription en tant que vendeur. L'obtention de ce code se fait de deux façons :
- une demande par courrier postal ;
- ou une demande par courrier électronique à condition d'entrer son numéro de carte bancaire.

Une fois le code obtenu, il faut le confirmer sur eBay. Ensuite, il suffit de publier une annonce avec ou sans photographies et de définir un prix de départ.
Il est possible de proposer l'achat immédiat à un prix défini. Il est aussi possible de définir un prix minimum à atteindre dit prix de réserve. Si le prix de réserve n'est pas atteint, la vente n'a pas lieu et aucun enchérisseur ne remporte l'objet : cela est surtout utilisé pour les produits neufs (car la vente à perte est interdite par la législation française) et pour les produits de grande valeur comme les objets de collection ou voitures par exemple.

##### Acheter
Chaque membre surenchérit au coup par coup, comme dans une enchère en salle de vente.
Un système d'enchères automatiques existe, l'acheteur potentiel propose alors un prix maximum qui reste masqué. Ce prix maximum proposé n'est donc pas la valeur atteinte par l'objet. Celle-ci est définie par la plus haute enchère inférieure au prix maximal proposé par l'enchérisseur le plus généreux. Ce dernier surenchérit (automatiquement) d'une certaine somme sur la précédente enchère, somme définie par tranches de 50 centimes d'euros si le prix de l'objet est inférieur à 50 €, et par tranches de 1 € au-delà. 
Un exemple :    
- le vendeur propose le produit A à 1 € ;
- l'acheteur n° 1 propose de l'acheter à 6 € maximum (l'objet A vaut 1 €);
- l'acheteur n° 2 propose de l'acheter à 4 € maximum (l'objet A vaut 4,50 € et c'est l'acheteur n° 1 qui remporte l'enchère);
- l'acheteur n° 3 propose de l'acheter à 8 € maximum (l'objet A vaut 6,50 € et c'est l'acheteur n° 3 qui remporte l'enchère);
- l'acheteur n° 4 propose de l'acheter à 10 € maximum (l'objet A vaut 8,50 € et c'est l'acheteur n° 4 qui remporte l'enchère).

Certains acheteurs préfèrent surenchérir à la main (au risque de ne pas remporter l'enchère à un prix qui leur conviendrait) plutôt que d'utiliser l'enchère automatique.
Lorsque le vendeur reçoit le paiement, il expédie l'objet. 

##### Calcul des frais
Ce calcul dépend de deux facteurs :
1. Les frais d'insertion (en fonction du prix de départ) et d'options (photos, mises en avant, etc.) ;
2. La commission sur le prix final de la vente.

Par exemple, si vous êtes un vendeur particulier et que vous vendez un objet 100 euros sur eBay. fr au format Achat immédiat, il vous en coûtera (pour la plupart des catégories) : 0,35 € de frais d'insertion et 9 € de frais de commission finale, soit un total de 9,35 €, donc 9,35 %.

#### Litiges
Les litiges sont gérés sur le site eBay lui-même, d'abord entre vendeur et acheteur ; puis, si aucune solution n'est trouvée, eBay intervient. Si le délai est trop long, ou si eBay ne réussit pas à leur faire trouver un accord, eBay peut, selon la valeur de l'objet, le rembourser moins une commission. Dans les autres cas, c'est à la justice du pays de l'acheteur de trancher. Attention aux délais qui peuvent être très longs dans le cas d'un virement puis d'une livraison de l'étranger, car eBay n'intervient plus.
Dans le cas où la transaction est conclue par le moyen de paiement PayPal, et que le litige est lié au paiement ou à une demande de remboursement, c'est alors PayPal qui gère le litige si les deux parties n'ont pu se mettre d'accord. De même, si aucun accord n'est trouvé, c'est alors à la justice de trancher.   

#### Fin de transaction
En fin de transaction, le vendeur et l'acheteur se notent mutuellement (note positive pour le vendeur qui ne peut plus mettre d'évaluations neutres ou négatives même en cas de non-paiement et positive, neutre ou négative pour l'acheteur). Il est conseillé de mettre une note positive si la transaction s'est déroulée normalement. Bien sûr, la notation est accompagnée d'un commentaire d'une ligne et il est possible de faire une réponse à un commentaire d'évaluation. Cela se limite, en général, à un remerciement quand tout s'est bien passé.
Ces notations et commentaires sont la clef de voûte du système : c'est grâce à eux que le vendeur peut se faire une opinion de son acheteur et vice-versa. Le nombre de transactions et le pourcentage de notes positives est en effet indiqué dans chaque profil d'utilisateur. Il est en général déconseillé d'acheter ou de vendre à des utilisateurs ayant un pourcentage de notes positives trop bas ou, a fortiori, négatif. De nombreux vendeurs demandent également aux nouveaux inscrits de prendre contact avec eux avant d'enchérir afin de réduire les risques de non-paiement de l'objet. Il faut payer l'objet que l'on achète.

### Modes de paiement
Les modes de paiement ne sont pas vraiment limités, mais restent déterminés par le vendeur. Les plus utilisés sont les suivants :
- PayPal, la plate-forme de paiement électronique dont eBay était propriétaire de 2002 à 2015 ;
- le virement ;
- le contre remboursement ;
- le chèque personnel ;
- Google Checkout, la plate-forme de paiement électronique de Google ;
- le paiement en espèces avec remise de l'objet en mains propres.

Le mode de paiement est généralement précisé dans l'annonce. Le vendeur peut également proposer une assurance sur la livraison du produit.

### Dépôts-ventes
Certaines boutiques, des dépôts-vente eBay, proposent de prendre en charge tout le processus de vente sur eBay. Ces boutiques agissent en tant qu'intermédiaire entre leurs clients et eBay, et se rémunèrent en prenant une commission sur le prix de vente final.

### Sniper
Des programmes informatiques de type sniper, comme sniper MyBuy, disponible en français, ont été développés pour renchérir automatiquement en fin de période, ce qui leur permet de remporter l'objet à moindre coût, à condition qu'au moins un autre acheteur potentiel n'utilise pas les enchères automatiques.

## En chiffres
- 185 millions d’utilisateurs actifs dans le monde ;
- Présence dans 190 pays ;
- 1,7 milliard d’annonces en ligne au 4ᵉ trimestre 2020 ;
- Plus grosse vente réalisée en ligne : jet privé enchéri à 4,1 millions de dollars américains ;
- En France, 26 000 vendeurs tirent officiellement leurs revenus d'eBay.
- D’un montant de 100 milliards de dollars, le volume d’affaires de biens vendus sur eBay en 2020 a cru de 17 %[4].

| Année | Chiffres d'affaires en millions USD$ | Revenu net en millions de USD$ | Actifs totaux en millions de USD$ | Prix par action en USD$ | Employés |
| ----- | ------------------------------------ | ------------------------------ | --------------------------------- | ----------------------- | -------- |
| 2005  | 4,552                                | 1,082                          | 11,789                            | 15.65                   |          |
| 2006  | 5,970                                | 1,126                          | 13,494                            | 13.00                   |          |
| 2007  | 7,672                                | 348                            | 15,366                            | 13.25                   |          |
| 2008  | 8,541                                | 1,779                          | 15,592                            | 9.58                    |          |
| 2009  | 8,727                                | 2,389                          | 18,408                            | 7.29                    |          |
| 2010  | 9,156                                | 1,801                          | 22,004                            | 9.68                    |          |
| 2011  | 11,652                               | 3,229                          | 27,320                            | 12.28                   |          |
| 2012  | 14,072                               | 2,609                          | 37,074                            | 16.61                   |          |
| 2013  | 16,047                               | 2,856                          | 41,488                            | 21.03                   | 33,500   |
| 2014  | 8,790                                | 46                             | 45,132                            | 21.01                   | 34,600   |
| 2015  | 8,592                                | 1,725                          | 17,755                            | 25.00                   | 11,600   |
| 2016  | 8,979                                | 7,266                          | 23,847                            | 27.08                   | 12,600   |
| 2017  | 9,567                                | −1,016                         | 25,981                            | 35.06                   | 14,100   |
| 2018  | 10,746                               | 2,530                          | 22,819                            | 34.31                   | 14,000   |
| 2019  | 10,800                               | 1,792                          | 18,174                            | 35.50                   | 13,300   |

## Actionnariat
Au 20 mai 2019.
| The Vanguard Group             | 7,02 % |
| Pierre Omidyar                 | 4,96 % |
| SSgA Funds Management          | 4,42 % |
| BlackRock Fund Advisors        | 4,39 % |
| Wellington Management          | 2,67 % |
| Magellan Asset Management Ltd. | 2,58 % |
| Independent Franchise Partners | 2,37 % |
| Invesco Advisers, Inc.         | 2,03 % |
| Nordea Investment Management   | 1,95 % |
| Lazard Asset Management LLC    | 1,95 % |

## Failles de sécurité
En 2014, eBay Inc. connait sa première faille de sécurité de taille mondiale, ce qui l'amène à demander le changement de mot de passe de tous ses utilisateurs.

## Activité de lobbying

### France
eBay est inscrit comme représentant d'intérêts auprès de l'Assemblée nationale. L'entreprise déclare à ce titre qu'en 2013, les coûts annuels liés aux activités directes de représentation d'intérêts auprès du Parlement sont compris entre 10 000 et 20 000 euros.

### Union européenne
eBay est inscrit depuis 2009 au registre de transparence des représentants d'intérêts auprès de la Commission européenne. Il déclare en 2016 pour cette activité 1,5 collaborateur à temps plein [sic] et des dépenses d'un montant compris entre 400 000 et 500 000 euros.